# Алтинсаріна
Алтинса́ріна (каз. Алтынсарин) — село у складі Жетисайського району Туркестанської області Казахстану. Входить до складу Макталинського сільського округу.
У радянські часи село називалось Отділення № 3 совхоза Махтали.
Населення — 896 осіб (2021; 826 у 2009, 777 у 1999, 713 у 1989).